# Baloristan
(Handbook of Chinese Buddhism Being Sanskrit-Chinese Dictionary Ernest J. Eitel)

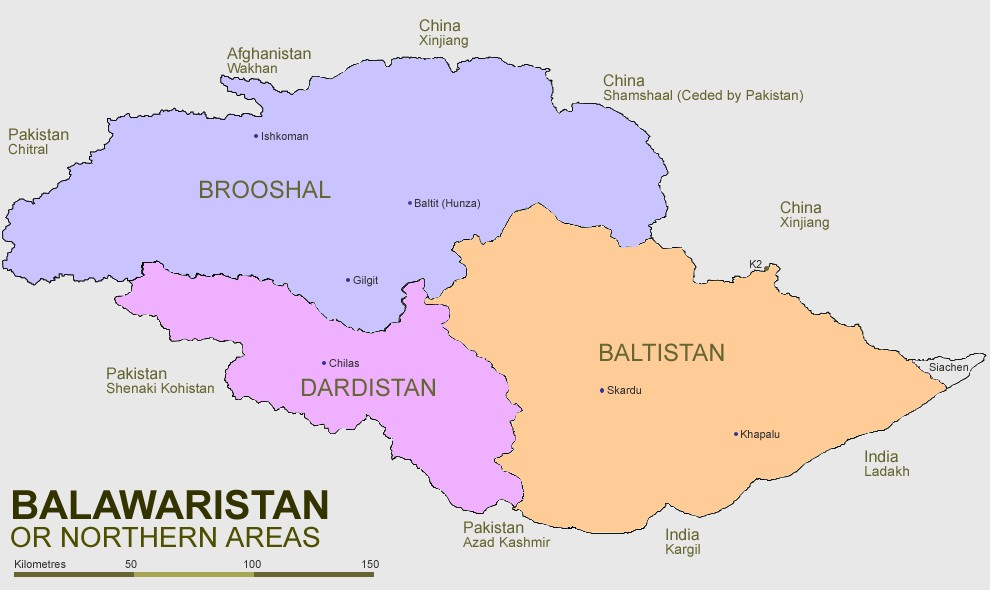

Baloristan o Balawaristan è regione storica del Pakistan, che costituiva la regione di Baltistan, Ladakh, Gilgit, Chitral e Kohistan.

## Etimologia
La parola Balor o Balawar significa montanaro, si ritiene che la parola sia venuto da "bala" che significa alto o superiore, e così balawaristan significa "terra dei montanari".
Faxian, storico cinese riferisse esso come "pololo." Lo storico arabo menziona "blore".

## Storia
Storicamente, la regione di Baltistan si chiamava "Balor maggiore", dove il Dardistan ed i parti del Brushal (i.e. valle di Gilgit) si chiamavano "Balor minore". Il "Balor maggior" mandava l'ambasciatoro nella reggia di impero cinese.
Mahabharata, la scrittura sacra indù menziona palolo o patola come terra di daradas, narra il viaggio dell'eroe indù Arjuna lungo l'indo ed al regno di Gilgit durante la sua campagna militare per raccogliere tributo allo sacrificio di Rajasuya del re Yudhisthira.
Il dizionario cinese descrive bolor o pololo come regno nel nord dell'Indo, a sud-est di Pamir, ricco di minerali.
I popoli di questa regione, nonostante appartenenti a diverse etnie, sono stati storicamente chiamati balawar or balor, il che significa i montanari, un riferimento alle altitudini è prevalente nella questa regione.